# Charlie Chan – Der chinesische Ring
Charlie Chan – Der chinesische Ring ist ein US-amerikanischer Kriminalfilm unter Regie von William Beaudine und die zwölfte Teil einer Reihe mit dem von Earl Derr Biggers erfundenen chinesischen Privatdetektiv Charlie Chan. Nach dem Tod des bisherigen Chan-Darstellers Sidney Toler übernahm Roland Winters erstmals diese Rolle. Scott Darling adaptierte hier sein eigenes Drehbuch für den 1939 entstandenen Mr. Wong in Chinatown mit Boris Karloff. Gedreht wurde der Film vom 21. August bis Anfang September 1947 in den Monogram-Studios in Los Angeles und hatte am 6. Dezember 1947 Premiere. In der Bundesrepublik Deutschland kam er am 25. Juli 2014 auf DVD heraus.

## Handlung
Eine chinesische Prinzessin kommt in San Francisco an und sucht den Privatdetektiv Charlie Chan in seinem Haus auf. Bevor ein Angreifer die Prinzessin tötet, indem er einen Giftpfeil durch ein Fenster schießt, gibt sie Chans Butler Birmingham Brown einen alten chinesischen Ring. Im Todeskampf schreibt die Prinzessin „Captain K“ auf ein Stück Papier, kann den Namen des Kapitäns jedoch nicht beenden. Chan ruft Polizeisergeant Davidson an, um ihm bei der Untersuchung des Mordes zu helfen. Davidsons Freundin, die Reporterin Peggy Cartwright, kommt uneingeladen und identifiziert die Prinzessin als Mei Ling, die einige Wochen zuvor auf einem Schiff mit zwei Männern, Kong und Kelso, aus Asien gekommen war. Chan erfährt bald, dass die Prinzessin in die Vereinigten Staaten gekommen ist, um Kampfflugzeuge für die Armee ihres Bruders im Orient zu kaufen und eine Million Dollar mitgebracht hat. Kelso hat jedoch nur die Hälfte seiner Zahlung erhalten und Kong ist bestrebt, seinen Anteil an den Waffenverkäufen zu erhalten. Peggy durchsucht die Wohnung der Prinzessin, versteckt sich jedoch, als ein maskierter Mann hereinkommt und die Kommode durchwühlt. Peggy trifft Mei Lings Dienstmädchen Lilly Mae Wong und einen taubstummen Jungen, der im Keller der Wohnung lebt.
Als Chan ankommt findet er das Dienstmädchen tot vor. Der im Sterben liegende Junge kann Chan mit Gesten mitteilen, dass er einen Mann Mei Lings Wohnung betreten sah. Chan sucht den Bankier Armstrong auf, der Mei Lings Reiseschecks bearbeitet hat. Armstrong erzählt ihm, dass er einen seiner bösartigen Wachhunde einschläfern lassen musste. Kong und Kelso, die unbedingt den Rest ihres Geldes haben wollen, bevor ihr Schiff um Mitternacht ablegt, entführen Chan und Armstrong, fesseln und knebeln sie und treiben sie auf das Schiff. Birmingham folgt ihnen und ruft Chans Sohn Tommy an. Gemeinsam befreien sie Armstrong und Chan. In der Zwischenzeit treffen Peggy und Davidson ein. Peggy wird von Kelso entführt und von Davidson und weiteren Polizisten befreit, wobei Kong und Kelso verhaftet werden. Chan erklärt, dass es Armstrong und nicht Kong und Kelso waren, die die Morde begangen haben. Armstrong hat Mei Lings Geld gestohlen und dann Kelso und Kong um den Restbetrag betrogen. Dann tötete er das Dienstmädchen und den Jungen, den er anstelle seines Hundes begrub. Chan weist darauf hin, dass Peggy ihren Artikel, der Kong und Kelso belastete, telefonisch durchgegeben hatte, bevor er Armstrong entlarvt hatte, und betont, dass Frauen nicht für tiefgründiges Denken geschaffen seien.

## Kritiken
Im Portal Film Intuition befand Jen Johans, dass trotz der guten Qualität von Bild und Ton es sich nicht verbergen lasse, dass die Filme in ihrer jetzigen Form nicht so toll seien, wobei Der chinesische Ring erträglicher sei als der Rest.